# Туркменабат
Туркменабат (туркменски: Түркменабат, перс. ترکمن آباد), је главни град покрајине Лебап у Републици Туркменистан. Према подацима из 2009. град је имао 253.000 становника (1989. град је имао 161.000 становника).

## Опис
Туркменабат се налази на 187 метара од реке Аму Дарја, близу границе са Узбекистаном. Град се налази јужно од источног дела Каракум пустиње где се налази природни резерват "zemzen-а" познатијег као "пустињски крокодил".